# Любители истории (пьеса)
Любители истории (англ. The History Boys) — пьеса британского драматурга Алана Беннетта.

## Сюжет
Пьеса, действие которой происходит в начале 1980 годов, рассказывает об учениках вымышленной старшей школы для мальчиков в Шеффилде, на севере Англии. Ученики класса истории готовятся к вступительным экзаменам в Оксфорд и Кембридж под руководством учителей, которые имеют абсолютно разные подходы.
Гектор считает, что учиться стоит ради знаний, директор Армстронг же пытается добиться от учеников отличных результатов, чтобы повысить уровень престижа школы. Ирвин, учитель на замену, принят на работу специально, чтобы показать ученикам, насколько трудными и жестокими могут быть вступительные экзамены.

## Действующие лица
Взрослые
- Директор (Феликс Армстронг)
- Гектор — учитель английского языка
- Ирвин — учитель истории, приглашенный для подготовки учеников к вступительным экзаменам
- Дороти Линтотт — учитель истории

Ученики
- Ахтар — студент-мусульманин
- Краутер — студент, в свободное время играет в театре
- Дэкин — студент; привлекателен, нравится Гектору и Ирвину
- Локвуд — студент, уверенно выражает свое мнение
- Дэвид Познер — студент, самый младший в классе, гей
- Радж — студент, чьи физические способности заметно превосходят интеллектуальные
- Скриппс — студент, англиканец, играет на пианино
- Тиммс — студент, шутник, страдает избыточным весом

## История постановок
Премьера состоялась 18 мая 2004 года в Литтлтон-театре Национального театра (Лондон). Постановка художественного руководителя театра Николаса Хайтнера получила отличные отзывы, и ограниченный прокат был продлен. В декабре 2004 года постановка переместилась в театр Оливье (самую большую сцену Национального), где шла до апреля 2005 года. В ноябре 2005 года «Любители истории» снова открылись на сцене Литтлтон, где пьеса шла до февраля 2006 года.
После триумфального тура по Великобритании спектакль был снова поставлен в Лондоне, в театре Виндхэм. Премьера состоялась 2 января 2007 года, закрытие прошло 14 апреля. В 2008 году спектакль вновь шел на сцене Виндхэм с января по апрель.
Спектакль открылся в апреле 2006 года в Бродхерст-театре на Бродвее. Там постановка также снискала успех, завоевав несколько премий Тони, что подогрело к ней интерес, и постановка закрылась в октябре 2006 года, на месяц позже первоначально объявленного срока.

## Исполнители главных ролей
| Роль           | Национальный театр (апрель 2004 — апрель 2005) | Национальный театр (ноябрь 2005 — февраль 2006) |
| -------------- | ---------------------------------------------- | ----------------------------------------------- |
| Директор       | Клайв Меррисон                                 | Брюс Александр                                  |
| Гектор         | Ричард Гриффитс                                | Дезмонд Бэррит                                  |
| Ирвин          | Стивен Кэмпбелл Мур                            | Тобайас Мензис                                  |
| Миссис Линтотт | Фрэнсис де ла Тур                              | Диана Флетчер                                   |
| Ахтар          | Саша Дхаван                                    | Марк Эллиот                                     |
| Краутер        | Сэмуэл Андерсон                                | Кенни Томпсон                                   |
| Дэкин          | Доминик Купер                                  | Джейми Кинг                                     |
| Локвуд         | Эндрю Нотт                                     | Мэтт Смит                                       |
| Познер         | Сэмюэл Барнетт                                 | Стивет Уэбб                                     |
| Радж           | Рассел Тови                                    | Филипп Корелла                                  |
| Скриппс        | Джейми Паркер                                  | Томас Моррисон                                  |
| Тиммс          | Джеймс Корден                                  | Джеймс Картрайт                                 |

## Экранизация
Экранизация «Любителей истории» вышла в прокат 2 октября 2006 года. Режиссером вновь выступил Николас Хайтнер, а все основные актеры театральной постановки повторили свои роли. Также в фильме сыграли Эдриан Скарборо и Пенелопа Уилтон. Ричард Гриффитс и Френсис де ла Тур были номинированы на премию BAFTA за исполнение своих ролей.

## Награды и премии
| Год  | Награда                        | Категория                                | Номинант            | Результат |
| ---- | ------------------------------ | ---------------------------------------- | ------------------- | --------- |
| 2004 | Премия газеты Evening Standard | Лучшая новая пьеса                       | Лучшая новая пьеса  | Победа    |
| 2004 | Премия газеты Evening Standard | Лучший актёр                             | Ричард Гриффитс     | Победа    |
| 2005 | Премия Лоренса Оливье          | Лучшая новая драма                       | Лучшая новая драма  | Победа    |
| 2005 | Премия Лоренса Оливье          | Лучший режиссёр                          | Николас Хайтнер     | Победа    |
| 2005 | Премия Лоренса Оливье          | Лучшая мужская роль                      | Ричард Гриффитс     | Победа    |
| 2005 | Премия Лоренса Оливье          | Лучшая роль второго плана                | Сэмюэл Барнетт      | Номинация |
| 2006 | Тони                           | Лучшая пьеса                             | Лучшая пьеса        | Победа    |
| 2006 | Тони                           | Лучший режиссёр                          | Николас Хайтнер     | Победа    |
| 2006 | Тони                           | Лучший актёр в пьесе                     | Ричард Гриффитс     | Победа    |
| 2006 | Тони                           | Лучший актёр второго плана в пьесе       | Сэмюэл Барнетт      | Номинация |
| 2006 | Тони                           | Лучшая актриса второго плана в пьесе     | Френсис де ла Тур   | Победа    |
| 2006 | Тони                           | Лучшие декорации                         | Боб Кроули          | Победа    |
| 2006 | Тони                           | Лучшая постановка света                  | Марк Хендерсон      | Победа    |
| 2006 | Драма Деск                     | Лучшая пьеса                             | Лучшая пьеса        | Победа    |
| 2006 | Драма Деск                     | Лучший режиссёр                          | Николас Хайтнер     | Победа    |
| 2006 | Драма Деск                     | Выдающийся актёр в пьесе                 | Ричард Гриффитс     | Победа    |
| 2006 | Драма Деск                     | Выдающийся актёр второго плана в пьесе   | Сэмюэл Барнетт      | Победа    |
| 2006 | Драма Деск                     | Выдающийся актёр второго плана в пьесе   | Доминик Купер       | Номинация |
| 2006 | Драма Деск                     | Выдающийся актёр второго плана в пьесе   | Стивен Кэмпбелл Мур | Номинация |
| 2006 | Драма Деск                     | Выдающаяся актриса второго плана в пьесе | Френсис де ла Тур   | Победа    |